# Cryptotis montivagus
Cryptotis montivagus is een zoogdier uit de familie van de spitsmuizen (Soricidae). De wetenschappelijke naam van de soort werd voor het eerst geldig gepubliceerd door Anthony in 1921.

## Voorkomen
De soort komt voor in Ecuador.